# Товариство правознавства і державних знань
Товариство правознавства і державних знань при імператорському Новоросійському університеті — наукове товариство, засноване в Одесі у 1913 році. Товариство діяло при Новоросійському університеті, засновниками і активними учасниками його були професори університету П. Є. Казанський О. Ф. Федоров, В.І. Курдиновський  Головою товариства був Петро Євгенович Казанський.
Метою товариства була розробка теоретичних та практичних питань передусім вітчизняного права та сприяння поширенню юридичних та державних знань. Товариство видавало праці науковців у галузі права та протоколи своїх засідань.  

## Передісторія

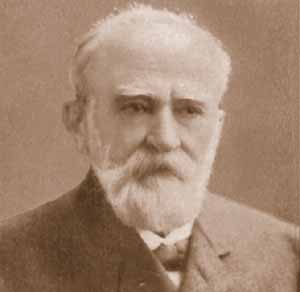
Федір Леонтович - голова Юридичного товариства при ІНУ

Після  Судової реформа 1864 року на юридичному факультеті Рішельєвського ліцею, на базі якого був заснований Новоросійський університет, виникла ідея створення юридичного товариства. Членами-засновниками були професори університету О. М. Богдановський, М. Л. Дювернуа, Ф. І. Леонтович, М. І. Малінін, І. У. Патлаєвський, П. П. Цитович та ін. Проект статуту товариства було розроблено О. М. Богдановським та затверджено Міністерством Народної Освіти. Головою Юридичного товариства обрано Ф. І. Леонтовича, секретарем — М. І. Малініна. До товариства приймали осіб з вищою юридичною освітою, а також тих, хто впродовж кількох років займався адвокатською практикою або належав до судового відомства. Постійним членом товариства був одеський прокурор. Після заснування товариства 1879 року, за першій рік кількість його членів досягла 123 осіб. Діяльність Юридичного товариства проходила у формі засідань, на яких обговорювались актуальні питання проблем цивільного та кримінального права. Щорічні протоколи засідань були видані окремими томами. Проте діяльності товариства заважали розбіжності у поглядах між теоретиками - професорами Новоросійського університету і практиками, в також обмеження університетської автономії і репресії після вбивства Олександра II, що призвело до закриття товариства. 20 серпня 1885 року Міністр народної освіти закривав Юридичне товариство при Новоросійському університеті, запропонувавши створити інше поза університетом. 
1985 року, після закриття університетського юридичного товариства, було засноване нове Одеське юридичне товариство, засідання якого проходили по вівторках у будівлі Судової палати, вул. Грецька, 14. Головою товариства був голова Департаменту Одеської судової палати Павло Федорович Студенцов; товаришем голови Митрофан Васильович Шимановський  Одеське юридичне товариство 1888 року видало «Праці Одеського юридичного товариства» у трьох томах  та протоколи засідань за 1885-1892 роки.

## Заснування товариства

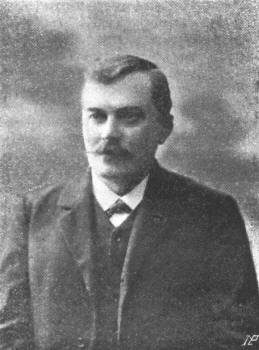
Віктор Курдиновський, професор університету, один із засновників товариства правознавства і державних знань

Ідея відновлення юридичного товариства при Новоросійському університеті були у 1898 році, коли було видано проект статуту Товариство правознавства і державних знань. Проект підписали ординарні професори О. І. Алмазов, І. А. Линпиченко, B. Н. Палаузов, Г. І. Перетяткович, B. В. Сокольський, Л. В. Федорович, О. Ф. Федоров, М. Ю. Чижов. Екстраординарні професори: С. І. Іловайський , П. Є. Казанський  О. Є. Назімов. Приват-доценти: Є. В. Васьковський К. К. Диновський, Л. В. Корш, Р. М. Орженцький, М. Я. Пергамент, К. М Смирнов, I. М. Трепіцин, П. М. Шеймін. Відповідно до проекту статуту, метою товариства була теоретична і практична розробка вітчизняного права та сприяння поширенню юридичних та державних знань. Голова та секретар товариства мали обиратись серед викладачів університету. Не менше половини всього складу Ради товариства повинні були складати викладачі юридичного факультету Новоросійського університету. Цей проект не був затверджений владою і створення юридичного товариства в Одесі відклалось на 15 років.
1913 року за ініціативи професора Новоросійського університету П. Є. Казанського були підготовлені установчі документи і новий статут товариства. 6 квітня 1913 року Міністр народної освіти затвердив статут Товариства правознавства і державних знань при Новоросійському університеті і воно розпочала свою роботу. На першому засіданні товариства його головою був обраний його організатор  П. Є. Казанський. Засновники товариства були професори Новоросійського університету, які підписали його статут: B. Н. Палаузов, О. Ф. Федоров, П. Є. Казанський,  К. М. Смирнов, B. І. Курдиновський, A. В. Корш, B. Н. Образцов, Е. Я. Немировський, П. А. Михайлов.

## Діяльність товариства
Метою товариства була розробка теоретичних та практичних питань передусім вітчизняного права та сприяння поширенню юридичних та державних знань. Задля виконання поставлених цілей товариство проводило на своїх засіданнях обговорення теоретичних і практичних питань права і державних наук, видавало протоколи своїх засідань, праць членів товариства, а також інші твори і переклади з державних і юридичних наук. Для видання подібних праць товариство могло призначили премій та соціальних виплат. Також товариство переймалось складанням спеціальної бібліотеки, розробкою архівів, проведенням публічних лекцій і курсів, а також з'їздів юристів, відрядження окремих членів і комісій для збирання юридичних звичаїв та для інших наукових цілей. Зокрема товариством був виданий звіт про діяльність Товариства правознавства і державних знань за 1914 рік та промова на відкритті Товариства правознавства і державних знань його голови П. Є. Казанського.
Членами товариства могли бути люди з вищою юридичною освітою, перевага надавалась професорам та викладачам юридичного факультету імператорського Новоросійського університету; особам, відомим своїми науковими працями в галузі правознавства та державознавства; а також видатним судовим та адміністративним діячам. Викладачі інших факультетів могли брати участь у засіданнях товариства з правом дорадчого голосу. Голова та секретар товариства обирались серед викладачів юридичного факультету. Які за статутом складали не менше половини всього складу Ради товариства.
Діяльність товариства продовжувалась до 1917 року. 1920 року Новоросійський університет було закрито і на його місці відкрито Інститут народного господарства. 1922 року радянська влада вирішила впорядкувати роботу наукових товариств, ухваливши положення про їх діяльність і в усіх місцевостях УСРР, де існували для цього необхідні умови, мали утворюватися наукові й науково-технічні товариства з метою взаємного обміну здобутими наслідками досліджень, розробки наукових питань й розповсюдження наукових знань. У грудні 1924 року була відновлена діяльність юридичного товариства в Одесі. Одеське юридичне товариство проводило теоретичну діяльність наукового характеру; розробку питань юридичної практики; доповіді перед широкою аудиторією і випуск друкованої літератури для «популяризації права і юридичної освіти широких мас трудящих». Членами товариства були працівники судів, прокуратури, міліції, а також 4 представники професури.